# Atlantische Hurrikansaison 1887
Die Atlantische Hurrikansaison 1887 begann offiziell am 1. Juni 1887 und endete am 30. November 1887. Während dieser Periode bilden sich üblicherweise im nördlichen Atlantischen Ozean die meisten Hurrikane, da nur zu dieser Zeit geeignete Bedingungen wie ein erwärmter Ozean, feuchte Luft und wenig Windscherung vorherrschen, welche die Bildung tropischer Wirbelstürme ermöglichen. Sie war mit 19 benannten tropischen Stürmen die aktivste atlantische Hurrikansaison, die bis dahin aufgezeichnet wurde. Diese Zahl wurde seitdem mehrfach erreicht oder übertroffen. In der Saison 1887 gab es fünf Stürme außerhalb der Saison, wobei die tropische Aktivität bereits im Mai anfing und bis in den Dezember hineinreichte. Elf der Stürme in dieser Saison erreichten den Status eines Hurrikans, und zwei von ihnen erreichten die Kategorie 3. Bemerkenswert ist auch, dass der Großteil der aufgezeichneten Aktivitäten weitgehend ohne den Einsatz moderner Technik dokumentiert wurde. Folglich könnten tropische Wirbelstürme in dieser Zeit, die sich nicht besiedelten Gebieten oder Schifffahrtswegen näherten, insbesondere wenn sie relativ schwach und von kurzer Dauer waren, unentdeckt geblieben sein. Daher sind die historischen Daten über tropische Wirbelstürme aus dieser Zeit möglicherweise nicht umfassend, wobei von einer Untererfassung von null bis vier Stürmen pro Jahr zwischen 1886 und 1910 ausgegangen wird. Das erste Sturmsystem bildete sich am 15. Mai, das letzte löste sich am 12. Dezember auf.

## Systeme

### Tropischer Sturm One
Am 15. Mai meldete der Dampfer Orinoco, der auf den Bermudas angelegt hatte, stürmische Winde und sehr starke Regenfälle. Die Orinoco verzeichnete am 16. Mai einen Luftdruck von 997 mbar (29,4 inHg), der Tag, an dem sich der Sturm den Bermudas am stärksten näherte, was das Atlantic Hurricane Reanalysis Project dazu veranlasste, die Windgeschwindigkeit des Wirbelsturms mit 70 mph (110 km/h) zu schätzen.
Zunächst bewegte sich das System in nordwestlicher Richtung, bis es am 17. Mai nach Norden abdrehte. Es ist wahrscheinlich, dass der Sturm am folgenden Tag außertropisch wurde. Die Überreste des Sturms drehten nach Nordosten und überquerten Nova Scotia und Neufundland, bevor sie sich am 20. Mai auflösten.

### Tropischer Sturm Two
Basierend auf Daten der Dampfschiffe Alvena, Athos und Ponoma, bildete sich im Mai ein weiterer Sturm südlich von Jamaika am 17. Mai. Nachdem er Jamaika am nächsten Tag westlich passiert hatte drehte er auf einen nordöstlichen Kurs. Am späten Abend des 18. Mai verzeichnete die Alvena einen Luftdruck von 1.002 mbar (29,6 inHg). Das Atlantic Hurricane Reanalysis Project schätzt die die Windgeschwindigkeit des Wirbelsturms mit 60 mph (95 km/h). Der Sturm erreichte Kuba am 19. Mai und ging in der Nähe von Santa Cruz del Sur an Land, bevor er wenige Stunden später auf dem Atlantik hinaustrieb. Im Laufe des 20. Mai überquerte der Sturm die zentralen Bahamas und zog in der Nähe von oder über Exuma, Long Island und Cat Island hinweg. Zuletzt wurde das System am 21. Mai etwa auf halber Strecke zwischen den Bermudas und den Bahamas beobachtet.

### Tropischer Sturm Three
Die Wetterbedingungen auf Kuba ab dem 11. Juni deuten darauf hin, dass sich ein tropisches Tiefdruckgebiet über der nordwestlichen Karibik bildet. Das Tiefdruckgebiet zog am frühen Morgen des folgenden Tages westlich von Cabo San Antonio vorbei, wo es in den Golf von Mexiko eindrang und sich rasch zu einem tropischen Sturm verstärkte. Man geht jedoch davon aus, dass sich der Wirbelsturm nicht über Windstärken von 65 km/h hinaus verstärkte, bevor er am 14. Juni in der Nähe von Pascagoula, Mississippi, an Land ging. Der Sturm löste sich dann im Laufe des Tages auf.

### Hurrikan Four
Die Bark Florence, die am 20. Juli in Barbados ankerte war, verzeichnete böiges Wetter und sinkende Luftdruckwerte. Wahrscheinlich beginnt die Zugbahn dieses Systems an diesem Tag etwa 240 km südöstlich der Insel. Später, am 20. Juli, erreichte das System die Karibik, nachdem er St. Vincent und die Grenadinen passiert hatte verstärkte er sich zu Beginn des nächsten Tages zu einem Hurrikan und erreichte am 22. Juli die Kategorie 2 auf der heutigen Saffir-Simpson-Skala. Nachdem sich der Wirbelsturm bis dahin in westnordwestlicher Richtung bewegt hatte, drehte er am 25. Juli über der nordwestlichen Karibik auf nordwestliche Richtung. Der Wirbelsturm traf später am selben Tag auf die nordöstliche Halbinsel Yucatán und zog weiter nach Norden. Nachdem er sich über dem Golf von Mexiko zu einem Hurrikan der Kategorie 1 abgeschwächt hatte, drehte der Sturm nach Nordnordosten. Gegen 10 Uhr am 27. Juli ging der Hurrikan in der Nähe von Fort Walton Beach, Florida, mit Windgeschwindigkeiten von 85 mph (140 km/h) und einem geschätzten Luftdruck von 978 mbar (28,9 inHg) an Land. Der Sturm zog als Tropensturm weiter in nordnordöstlicher Richtung, bevor er sich am späten Abend des 28. Juli in der Nähe von Atlanta, Georgia, auflöste.
Auf Barbados verursachte der Sturm den Untergang mehrerer Schiffe oder sie liefen auf Grund. Obwohl der Hurrikan weit südlich von Kuba vorbeizog, verursachte er bei Batabanó den Untergang mehrerer Schiffe und brachte dem Inselinneren schwere Regenfälle und Überschwemmungen. In Florida fielen 200 mm Regen. Starke Winde fällten Hunderte von Bäumen und zerstörten ein College-Gebäude, eine Mühle und mehrere kleine Häuser in DeFuniak Springs. Der Schaden in der Stadt wurde auf 5.000 Dollar geschätzt. In Caryville zerstörte der Sturm teilweise eine Mühle und riss eine Kirche nieder. Außerdem meldeten die Bezirke Holmes und Walton schwere Schäden in der Landwirtschaft. Eine Person in Georgia ertrank.

### Tropischer Sturm Five
Obwohl vor dem 5. August keine Beobachtungen im Zusammenhang mit diesem Sturm gefunden wurden, beginnt seine Zugbahn im HURDAT am 30. Juli östlich der Inseln über dem Winde. Auf seinem Weg nach Nordwesten zog das System am 2. August beim Eintritt in die Karibik über oder in der Nähe von St. Vincent und den Grenadinen vorbei. Am 5. August befand sich der Sturm südlich der Dominikanischen Republik. Die auf den Turks- und Caicos-Inseln ankernde Bark Florence zeichnete Winde von 93 km/h und einen Luftdruck von 1.001 mbar (29,6 inHg) auf. Zu Beginn des nächsten Tages streifte der Zyklon die Tiburon-Halbinsel auf Haiti und zog dann weiter in Richtung Nordwesten. Das System löste sich am 8. August in der Nähe der Westspitze Kubas auf.

### Hurrikan Six
Am 14. August beginnt HURDAT die Zugbahn dieses Systems östlich der Inseln unter dem Winde, am selben Tag, an dem St. Kitts Sturmböen und sinkende Luftdruckwerte meldete. Der Wirbelsturm bewegte sich zunächst in nordwestlicher und dann in westnordwestlicher Richtung und verstärkte sich bis zum 17. August zu einem Hurrikan. Am darauffolgenden Tag zog das System bis auf 65 km an den Abaco-Inseln vorbei, wahrscheinlich als Hurrikan der Kategorie 2. Am 19. August begann der Hurrikan, sich nach Nordosten zu bewegen, und verstärkte sich zu einem Hurrikan der Kategorie 3. Die anhaltenden Winde nahmen wahrscheinlich leicht auf 195 km/h zu, als der Sturm am 20. August direkt vor der Küste North Carolinas vorbeizog. Dort maß das Dampfschiff City of San Antonio einen Luftdruck von 967 mbar (28,6 inHg). Der Hurrikan zog weiter aufs Meer hinaus und verwandelte sich am 22. August etwa 400 km südöstlich von Cape Race, Neufundland, in einen außertropischen Wirbelsturm.
Auf den Bahamas meldete The Nassau Guardian „eine starke Westbrise am Donnerstag, begleitet von Regen am Abend“. Ein Schoner namens Mabel F. Staples wurde in der Nähe der Insel San Salvador schwer beschädigt. Der Sturm erreichte in Hatteras eine anhaltende Windgeschwindigkeit von 82 mph (132 km/h). Zahlreiche Schiffe kenterten im Pamlico Sound, und viele Häuser an der Küste wurden zerstört. Schäden an den Telegrafenleitungen an der Küste North Carolinas führten dazu, dass die Outer Banks mehrere Tage lang kaum oder gar nicht erreichbar waren.

### Hurrikan Seven
Ausgehend von Beobachtungen aus St. Kitts beginnt die Zugbahn dieses Sturms am 18. August knapp östlich der Inseln unter dem Winde. Auf einer ähnlichen Zugbahn wie das vorhergehende System bewegte sich dieser Sturm allgemein nordwestwärts und verstärkte sich am frühen 21. August zu einem Hurrikan. Der Wirbelsturm verstärkte sich bis zum 22. August zu einem Hurrikan der Kategorie 3, als er in der Nähe von Marsh Harbour auf die Abaco-Inseln traf. Zwei Tage später drehte das System nach Norden und zog dann am 24. August wieder nach Nordosten. Die Druckbeobachtungen von Schiffen deuten darauf hin, dass der Hurrikan mit anhaltenden Winden von 125 mph (205 km/h) seinen Höhepunkt erreichte. Am 26. August, einen Tag nach dem Vorbeiziehen des Sturms vor der Küste North Carolinas, verzeichnete die Peconia einen Luftdruck von 952 mbar (28,1 inHg), den niedrigsten Wert in Bezug auf den Wirbelsturm. Das System zog in der Nähe von Neufundland vorbei, bevor es am 27. August zu einem außertropischen Tiefdruckgebiet wurde.
Auf den Bahamas brachte der Hurrikan 25–30 Schiffe bei oder in der Nähe von Elbow Cay zum Kentern oder ließ sie stranden. Auf der ganzen Insel entstanden erhebliche Schäden an Landwirtschaft, Zäunen und Gebäuden, und auch der Leuchtturm wurde beschädigt. Nassau meldete nur minimale Auswirkungen. Der Sturm wird auch erhebliche Schäden in North Carolina angerichtet haben, jedoch ist durch den vorherigen Sturm und dessen Zerstörung der Telegraphenmasten wenig darüber bekannt.

### Hurrikan Eight
Ein Schiff mit dem Namen Inflexible traf am 1. September über dem Mittelatlantik ostsüdöstlich von Bermuda erstmals auf diesen Sturm. Der Zyklon bewegte sich nordwestwärts und wurde am folgenden Tag zum Hurrikan. Auf dem Weg nach Nordosten verstärkte sich der Sturm wahrscheinlich noch weiter, wie mehrere Schiffsmeldungen belegen, darunter die Taormina, die einen Luftdruck von 963 mbar (28,4 inHg) registrierte. Das Atlantic Hurricane Reanalysis Project schätzte daher, dass der Wirbelsturm zu einem Hurrikan der Kategorie 2 mit maximalen anhaltenden Winden von 105 mph (165 km/h) wurde, während Fernández-Partagás und Diaz annahmen, dass er sich zu einem schweren Hurrikan verstärkt haben könnte. Am 4. September verwandelte sich der Sturm auf halbem Weg zwischen Grönland und den Azoren in einen außertropisches Tiefdruckgebiet. Danach blieb der außertropische Sturm bis zum 6. September bestehen. Er löste sich vor der Küste Irlands auf.
Der Boston Globe stellte fest, dass auf den Grand Banks von Neufundland „nur sehr wenige der tausend Segelschiffe an den Ufern … mehr oder weniger unbeschadet davonkamen“. Es ertranken sechs Besatzungsmitglieder des Schoners Nellie Woodbury, während eine siebte Person auf dem Schoner Atlantic starb, nachdem sie von den Traversen auf das Deck gefallen war.

### Hurrikan Nine
Die offizielle Zugbahn dieses Sturms beginnt am 11. September unmittelbar östlich der Kleinen Antillen. Am folgenden Tag zog das System als starker tropischer Sturm zwischen St. Lucia und St. Vincent durch. In den nächsten Tagen zog der Wirbelsturm in westnordwestlicher Richtung über die Karibik und verstärkte sich am 13. September zu einem Hurrikan. Um den 16. September begann der Sturm, sich nordwestwärts zu bewegen, einen Tag bevor er im äußersten Nordosten der Halbinsel Yucatán als Sturm der Kategorie 2 mit Windgeschwindigkeiten von 100 mph (155 km/h) traf. Der Wirbelsturm schwächte sich wahrscheinlich zu einem Hurrikan der Kategorie 1 ab, verstärkte sich aber am 18. September über dem südlich-zentralen Golf von Mexiko wieder zu einem Hurrikan der Kategorie 2. Am 20. September drehte der Wirbelsturm nach Westen und schwächte sich bis zum nächsten Tag wieder zu einem Hurrikan der Kategorie 1 ab. Gegen 12:00 am 21. September ging der Sturm in der Nähe von Brownsville, Texas, mit Windgeschwindigkeiten von 85 mph (140 km/h) an Land. Im Leuchtturm von Point Isabel wurde ein Luftdruck von 973 mbar (28,7 inHg) gemessen. Auf seinem Weg ins Landesinnere verlangsamte und schwächte sich der Wirbelsturm beim Überqueren des Nordostens von Mexiko ab und löste sich am späten Abend des 22. September über Nuevo León auf.
Entlang seines Zuges durch die Karibik gibt es nur wenige Beobachtungen des Sturms an Land oder auf See. Schwere Regenfälle in Louisiana überfluteten Teile des Staates. Die New York Times berichtete, dass „die Hälfte der Gemeinde Plaquemines und der gesamte hintere Teil von St. Bernard unter Wasser stehen“. In Texas meldete Galveston anhaltende Winde von bis zu 80 km/h (50 mph) und Überschwemmungen an der Küste, hauptsächlich in niedrig gelegenen Gebieten. Brownsville, verzeichnete anhaltende Winde von 126 km/h (78 mph) und heftige Niederschläge, mit 200 mm Niederschlag am 21. September und weiteren 57 mm am 22. September.

### Hurrikan Ten
Das zehnte Sturmsystem des Jahres entstand am 14. September nordöstlich der Inseln unter dem Winde. Der Sturm bewegte sich zunächst in nordnordwestlicher Richtung, bis er am 16. September in nordnordöstlicher Richtung drehte, kurz bevor er sich zu einem Hurrikan verstärkte. Als der Wirbelsturm später am 18. September knapp östlich von Neufundland vorbeizog, wurde auf der Marsala ein Luftdruck von 983 mbar (29,0 inHg) gemessen. So schätzte das Atlantic Hurricane Reanalysis Project, dass dieser Sturm mit maximalen anhaltenden Winden von 80 mph (130 km/h) seinen Höhepunkt erreichte. Allerdings ging das System einige Stunden später in ein außertropisches Tiefdruckgebiet über.
In Neufundland berichtete ein Beobachter in St. John von heftigen Regenfällen und sturmartigen Bedingungen. Es kam zu mehreren Zwischenfällen auf See, unter anderem strandeten viele Schiffe in Placentia und Portugal Cove, während sich in Bonavista laut New York Times „ein schreckliches Bild bot“.

### Tropischer Sturm Eleven
Am 6. Oktober über der nordwestlichen Karibik ein neuer tropischer Sturm festgestellt. Das System bewegte sich fast genau nach Westen und landete in Mexiko in der Nähe von Punta Allen, Quintana Roo, mit Windgeschwindigkeiten von 95 km/h am frühen Morgen des nächsten Tages. Nachdem er sich leicht abgeschwächt hatte, tauchte der Sturm am späten Abend des 7. Oktober in der Bucht von Campeche auf und verstärkte sich bald wieder auf anhaltende Winde von 95 km/h. Am späten 8. Oktober traf der Wirbelsturm in der Nähe von Nautla, Veracruz, erneut auf Mexiko, bevor er sich am frühen 9. Oktober rasch auflöste.

### Tropischer Sturm Twelve
Die Alvena traf am 8. Oktober erstmals auf diesen Sturm, dessen Zug in der Nähe von Inagua auf den Bahamas begann.
Da die Alvena einen Luftdruck von 994 mbar (29,4 inHg) registrierte, wird geschätzt, dass der Sturm seinen Höhepunkt mit Winden von 70 mph (110 km/h) erreichte. In nordnordwestlicher Richtung zog der Wirbelsturm über die östlichen Bahamas, bevor er sich am frühen Morgen des 9. Oktober östlich der Abaco-Inseln auflöste.

### Hurrikan Thirteen
Die Zugbahn dieses Systems beginnt am 9. Oktober etwa 265 km nordöstlich von Barbuda, einen Tag bevor die Korvette Nalon zwischen Kuba und Haiti auf raue See, Windscherung und abnehmenden atmosphärischen Druck stieß. Als Tropensturm zog der Wirbelsturm nach Westen und traf am frühen Morgen des 11. Oktober in der Dominikanischen Republik bei Nagua auf Land. Der Sturm überquerte Hispaniola und tauchte einige Stunden später bei Gonaïves, Haiti, in die Karibik ein. Das System zog knapp südlich des südöstlichen Kubas vorbei und verstärkte sich am 12. Oktober wahrscheinlich zu einem Hurrikan. Das System drehte dann auf West-Nordwest und blieb bis zum 14. Oktober vor der Küste Kubas, wo er an der Südküste der Provinz Pinar del Río auf Land traf. Beim Eintritt in den Golf von Mexiko drehte der Wirbelsturm am 17. Oktober nach Nordnordwesten und am nächsten Tag nach Nordosten. Am frühen Morgen des 19. Oktober traf der Wirbelsturm in der Nähe von Grand Isle, Louisiana, mit Windgeschwindigkeiten von 85 mph (140 km/h) und einem geschätzten Luftdruck von 978 mbar (28,9 inHg) auf Land. Der Wirbelsturm, der sich rasch zu einem tropischen Sturm abschwächte, tauchte kurzzeitig wieder in den Golf von Mexiko ein, bevor er auf Mississippi traf. Am frühen Morgen des 20. Oktober schwächte sich das System über Georgia zu einem tropischen Tiefdruckgebiet ab, bevor es über North Carolina zu einem außertropischen Tiefdruckgebiet wurde.
In Louisiana kam es in New Orleans, das die schwersten Regenfälle seit Jahren erlebte, zu erheblichen Schäden und einigen Überschwemmungen, während im Stadtteil Algiers zahlreiche Bäume umgestürzt wurden.

### Hurrikan Fourteen
Die Zugbahn dieses Sturms beginnt am 10. Oktober über dem zentralen Atlantik, weit entfernt von Landmassen. Am darauffolgenden Tag trafen jedoch die Schiffe Aldanach und Ocean Prince auf den Sturm, wobei ersterer Orkanstärke und einen Luftdruck von 989 mbar (29,2 inHg) meldete. Folglich wurden Windgeschwindigkeiten von 85 mph (140 km/h) geschätzt. Am folgenden Tag verwandelte sich der Sturm jedoch westlich der Azoren in einen außertropisches Tiefdruckgebiet.

### Hurrikan Fifteen
Die RMS Moselle meldete am 16. Oktober östlich der Kleinen Antillen Orkanböen und einen Luftdruck von 975 mbar (28,8 inHg), einen Tag nach dem Beginn der Aufzeichnung der Zugbahn. Es wird geschätzt, dass dieser Hurrikan eine Intensität der Kategorie 2 erreichte und am 16. Oktober mit Windgeschwindigkeiten von 105 mph (165 km/h) seinen Höhepunkt erreichte. Auf seinem Weg nach Nordwesten schwächte sich das System am 18. Oktober wahrscheinlich zu einem tropischen Sturm ab und drehte dann nach Nordosten ab. Spät am nächsten Tag schwächte sich der Wirbelsturm zu einem tropischen Tiefdruckgebiet ab und löste sich rasch auf.

### Tropischer Sturm Sixteen
Die Zugbahn dieses Wirbelsturms beginnt am 29. Oktober über dem östlichen Golf von Mexiko. Am Abend erreichte der Sturm bei Tarpon Springs, Florida, mit Windgeschwindigkeiten von 75 km/h (45 mph) Land. Später, am 30. Oktober, tauchte das System bei Daytona in den Atlantik ein und begann sich zu verstärken. Die Edith Godden verzeichnete am 31. Oktober einen Luftdruck von 993 mbar (29,3 inHg). Am späten Abend des 31. Oktober ging der Sturm jedoch in einen außertropischen Wirbelsturm über, der sich auf halber Strecke zwischen den Bermudas und Neuengland zu einem Wirbelsturm von hurrikanähnlicher Stärke verstärkte. Der außertropische Sturm überquerte dann den Atlantik und traf auf Südwestengland, bevor er sich am 6. November über Nordwestfrankreich auflöste.

### Hurrikan Seventeen
HURDAT verzeichnet die Zugbahn für diesen Sturm ab dem 26. November, einen Tag vor der Begegnung mit der Claribel in der Nähe von Fortune Island auf den Bahamas. Der Sturm bildete zu Beginn seiner Dauer eine kleine zyklonale Schleife nördlich der östlichen Bahamas und verstärkte sich am 29. November zu einem Hurrikan. Auf seinem Weg nach Nordosten und weg von den Bahamas am 1. Dezember schwächte sich der Wirbelsturm jedoch zu einem tropischen Sturm ab. Drei Tage später wurde das System zuletzt deutlich ostnordöstlich von Bermuda beobachtet.

### Hurrikan Eighteen
Die Zugbahn dieses Sturms beginnt am 4. Dezember östlich der nördlichsten Kleinen Antillen, hervorgerufen durch die Wetterbedingungen auf Kuba. Zunächst bewegte sich der Sturm in westnordwestlicher Richtung, drehte aber am 6. Dezember nach Nordosten ab. Am folgenden Tag trafen mehrere Schiffe auf den Wirbelsturm, darunter die Kate Fawcett, die anhaltende Winde von 130 km/h registrierte, was darauf hindeutet, dass der Sturm zu einem Hurrikan wurde. Das System drehte am frühen Morgen des 8. Dezember in Richtung Ost-Nordost, einige Stunden bevor es westlich der Azoren zu einem außertropischen Sturm wurde.

### Tropischer Sturm Nineteen
Die Wetterbedingungen über der Karibik und Beobachtungen von einem Schiff aus deuten darauf hin, dass sich am 7. Dezember östlich-südöstlich von Barbados ein tropischer Sturm gebildet hatte. Kurz darauf zog der Sturm südlich der Insel vorbei und bewegte sich später am selben Tag in der Nähe von oder über St. Vincent und die Grenadinen. Um den 9. Dezember herum erreichte der Wirbelsturm seinen Höhepunkt mit Windgeschwindigkeiten von 95 km/h (60 mph). Der Sturm drehte in westsüdwestliche Richtung und bewegte sich für den Rest seiner Dauer in diese Richtung, streifte am frühen Morgen des nächsten Tages die Halbinsel Guajira und ging am späten Abend des 12. Dezember in der Nähe von Tortuguero, Costa Rica, an Land. Danach schwächte sich der Wirbelsturm rasch zu einem tropischen Tiefdruckgebiet ab und löste sich dann auf.